# 高筱寶
高筱寶（1994年5月3日—），本名高躍，字“筱寶”。

## 经历
高筱寶于2007年入“德云藝術傳習社”，當時郭德綱老師把他安排給了何雲偉當徒弟；後因何雲偉離開德雲社，改和堂弟高筱貝於2016年8月30日一起拜師欒雲平，成为“筱”字輩成员
。

## 外部連結
- 高筱寶的新浪微博

| 从师   | 辈分   | 收徒 |
| 欒云平 | 第十代 | —    |